# NGC 7209
NGC 7209 je otevřená hvězdokupa v souhvězdí Ještěrky o hodnotě magnitudy 7,7. Od Země je vzdálená 3 800 světelných let. Objevil ji William Herschel 19. října 1788

## Pozorování
Hvězdokupa leží v západní části souhvězdí, blízko hranice se souhvězdím Labutě. Jako mlhavá skvrnka je viditelná i malým triedrem. Pomocí většího dalekohledu lze na jejím místě pozorovat několik desítek hvězd na ploše o úhlové velikosti asi 25′. Nejjasnější členové hvězdokupy mají 9. magnitudu. Načervenalá hvězda s magnitudou 6,2 na severním okraji hvězdokupy není jejím členem.

## Historie pozorování
Hvězdokupu objevil William Herschel 19. října 1788 pomocí zrcadlového dalekohledu o průměru 18,7 palce (475 mm). Popsal ji takto: „velká a zhuštěná hvězdokupa tvořená značně jasnými hvězdami, o průměru 15′.“
Jeho syn John ji znovu pozoroval v roce 1829 a zařadil ji do svého katalogu mlhovin a hvězdokup General Catalogue of Nebulae and Clusters pod číslem 4755.